# Williams FW08
O FW08/FW08C é o modelo da Williams das temporadas de 1982 e a versão C em 1983 da Fórmula 1. O FW08 teve como condutores: Derek Daly e Keke Rosberg do Grande Prêmio da Bélgica de 1982 até o final do campeonato. O FW08C teve como condutores: Keke Rosberg, Jacques Laffite e Jonathan Palmer até o GP da Europa. A equipe conquistou com o modelo FW08, o Mundial de Pilotos em 1982 (Rosberg).

## Resultados[1][2][3]
(legenda) 
| Ano  | Chassi | Motor                | Pneus | N° | Pilotos         | 1   | 2   | 3   | 4     | 5   | 6   | 7   | 8   | 9   | 10  | 11  | 12  | 13  | 14  | 15  | 16  | Pontos   | Posição |  |
| ---- | ------ | -------------------- | ----- | -- | --------------- | --- | --- | --- | ----- | --- | --- | --- | --- | --- | --- | --- | --- | --- | --- | --- | --- | -------- | ------- |  |
|      |        |                      |       |    |                 |     |     |     |       |     |     |     |     |     |     |     |     |     |     |     |     |          |         |  |
|      |        |                      |       |    |                 | RSA | BRA | USW | SMR   | BEL | MON | USE | CAN | NED | GBR | FRA | GER | AUT | SUI | ITA | LVS |          |         |  |
| 1982 | FW08   | Ford Cosworth DFV V8 | G     | 5  | Derek Daly      |     |     |     | [ 4 ] | Ret | 6   | 5   | 7   | 5   | 5   | 7   | Ret | Ret | 9   | Ret | 6   | 441 (58) | 4º      |  |
| 1982 | FW08   | Ford Cosworth DFV V8 | G     | 6  | Keke Rosberg*   |     |     |     | [ 4 ] | 2   | Ret | 4   | Ret | 3   | Ret | 5   | 3   | 2   | 1   | 8   | 5*  | 441 (58) | 4º      |  |
|      |        |                      |       |    |                 |     |     |     |       |     |     |     |     |     |     |     |     |     |     |     |     |          |         |  |
|      |        |                      |       |    |                 | BRA | USW | FRA | SMR   | MON | BEL | USE | CAN | GBR | GER | AUT | NED | ITA | EUR | RSA |     |          |         |  |
| 1983 | FW08C  | Ford Cosworth DFV V8 | G     | 1  | Keke Rosberg    | DSQ | Ret | 5   | 4     | 1   | 5   | 2   | 4   | 11  | 10  | 8   | Ret | 11  | Ret |     |     | 362      | 4º      |  |
| 1983 | FW08C  | Ford Cosworth DFV V8 | G     | 2  | Jacques Laffite | 4   | 4   | 6   |       |     |     |     |     |     |     |     |     |     |     |     |     | 362      | 4º      |  |
| 1983 | FW08C  | Ford Cosworth DFV V8 | G     | 42 | Jonathan Palmer |     |     |     |       |     |     |     |     |     |     |     |     |     | 13  |     |     | 362      | 4º      |  |
| 1983 | FW08C  | Ford Cosworth DFY V8 | G     | 2  | Jacques Laffite |     |     |     | 7     | Ret | 6   | 5   | Ret | 12  | 6   | Ret | Ret | NQ  | NQ  |     |     | 362      | 4º      |  |

* Campeão da temporada.
↑1  Reutemann e Rosberg utilizaram o FW07D no GP da África do Sul e Brasil; no Oeste dos Estados Unidos (apenas Mario Andretti na vaga de Reutemann) e com o FW07C (apenas Rosberg no GP Oeste dos Estados Unidos) marcando 14 pontos (58 pontos no total) e terminando em 4º lugar.
↑2  No GP da África do Sul, Rosberg e Laffite utilizaram o FW09 com motor Honda turbo marcando 2 pontos e terminando em 11º lugar.